# Vương quốc Hejaz và Nejd
Vương quốc Hejaz và Nejd (tiếng Ả Rập: مملكة الحجاز ونجد, Mamlakat al-Ḥijāz wa-Najd), ban đầu là Vương quốc Hejaz và Vương quốc Nejd (مملكة الحجاز وسلطنة نجد, Mamlakat al-Ḥijāz wa-Salṭanat Najd), là chế độ quân chủ kép dưới quyền Ibn Saud sau khi Vương quốc Nejd của Nhà Saud giành chiến thắng trước Vương quốc Hejaz của Nhà Hashem vào năm 1925. Đây là phiên bản thứ ba của Nhà nước Saud thứ ba. Đến năm 1932, hai vương quốc được thống nhất thành Vương quốc Ả Rập Xê Út.
Ngày 8 tháng 1 năm 1926, Sultan của Nejd là Ibn Saud đăng cơ làm Quốc vương Hejaz tại Masjid al-Haram thuộc Mecca, và đưa tình trạng của Nejd thành một vương quốc vào ngày 29 tháng 1 năm 1927. Trong Hiệp định Jeddah vào ngày 20 tháng 5 năm 1927, Anh Quốc công nhận lãnh địa của Ibn Saud, và lãnh địa được gọi là Vương quốc Hejaz và Nejd.
Trong vòng 5 năm sau đó, Ibn Saud cai trị hai bộ phận trong vương quốc kép của ông với tư cách là các đơn vị riêng biệt. Đến ngày 23 tháng 9 năm 1932, Ibn Saud tuyên bố liên hiệp các lãnh địa chính của gia tộc Saud là Al-Hasa, Qatif, Nejd và Hejaz thành Vương quốc Ả Rập Xê Út.
Vương quốc Hejaz và Nejd có thể theo đuổi chính sách bành trướng của họ nhờ được Anh Quốc cung cấp vũ khí, do họ có quan hệ mật thiết với Anh Quốc. Dưới thời Ibn Saud, Hejaz rút khỏi Hội Quốc Liên. Năm 1926, Vương quốc Hejaz và Nejd được Liên Xô công nhận, tiếp đến là Hoa Kỳ vào năm 1931. Đến năm 1932, Anh Quốc, Liên Xô, Thổ Nhĩ Kỳ, Iran và Hà Lan duy trì các toà công sứ tại Jeddah; còn Pháp, Ý và Ai Cập duy trì các đại diện lãnh sự phi chính thức.

Quốc kỳ Nejd (1926 – tháng 9 năm 1932)
Quốc kỳ Hejaz (18 tháng 1 năm 1926 – 22 tháng 9 năm 1932)